# Confédération nationale des cadres
Vous pouvez aider à l'améliorer ou bien discuter des problèmes sur sa page de discussion.
- Il ne cite pas suffisamment ses sources. Vous pouvez indiquer les passages à sourcer avec {{référence nécessaire}} ou {{Référence souhaitée}}, et inclure les références utiles en les liant aux notes de bas de page. (Marqué depuis avril 2024)
- Son contenu est rédigé entièrement ou presque à partir d'une seule source. N'hésitez pas à modifier cet article pour améliorer sa vérifiabilité en apportant de nouvelles références dans des notes de bas de page. (Marqué depuis avril 2024)
- Certaines informations devraient être mieux reliées aux sources mentionnées dans la bibliographie ou les liens externes. Améliorez sa vérifiabilité en les associant par des références. (Marqué depuis avril 2024)

- Archive Wikiwix
- Bing
- Cairn
- DuckDuckGo
- E. Universalis
- Gallica
- Google
- G. Books
- G. News
- G. Scholar
- Persée
- Qwant
- (zh) Baidu
- (ru) Yandex
- (wd) trouver des œuvres sur Wikidata

Pour les articles homonymes, voir CNC.
La Confédération nationale des cadres (en néerlandais : Nationale Confederatie van het Kaderpersoneel), abrégé CNC, a été reconnue en 1986 pour représenter les cadres au sein du conseil d'entreprise.

## Histoire
Le 30 mars 1982, une association de fait a été créée dans le but de constituer une organisation faîtière qui regroupe les associations de cadres d'entreprise. Cette association de fait a d'abord été désignée sous le nom de " Groupe de Gand ", car la plupart des réunions s'y sont déroulées. Par la loi de 1986, on s'est attaqué à un problème ancien : la représentation des cadres dans les organes consultatifs.

## Fonctionnement
En Belgique, deux modèles sont représentés dans l'organisation sociale :
le " modèle de revendication " dans lequel les syndicats ont des activistes qui surveillent la situation sociale. C'est la délégation syndicale. Ces personnes sont désignées par le syndicat.
le " modèle de consultation " dans lequel il existe deux organes de communication entre l'employeur et l'employé. Il s'agit du Comité d'entreprise et des Comités de prévention et de protection au travail (CPBW). Ces personnes sont élues par les employés.
En théorie, les cadres étaient représentés dans les organes de consultation par les syndicats traditionnels, mais dans la pratique, certains cadres ont eu des problèmes avec cela, notamment en raison du cloisonnement des syndicats traditionnels. La loi de 1986 a créé une structure pour donner à ces cadres une place dans le dialogue social également.
Cette loi permettait aux cadres de se constituer leur propre liste avant les élections du comité d'entreprise, soit une liste interne spécifique à l'entreprise, soit une liste de la CNC, la Confédération nationale des cadres.

## Liste des présidents depuis 1966
- 1966-1970 : Pierre Renders (Fr)
- 1970-1974 : Philippe Dassargues (Fr)
- 1974-1980 : Jean Defer (Fr)
- 1980-1982 : Freddy Van Craeynest (Nl)
- 1982-1989 : Jacques Massaut (Fr)
- 1989-1993 : Jean-Claude Steffens (Fr)
- 1993-1995 : Jacques Cloetens (Fr)
- 1995-1996 : Henri Schouppe (Nl)
- 1997-2001 : Jean Defer (Fr)
- 2001-2009 : Michel Baudoux (Fr)
- 2009-2017 : Herman Claus (Nl)
- 2017-2018 : Michel Joannes (Fr)
- 2019- : Pierre Pirson (Fr)